# Pleuroprucha archigetes
Pleuroprucha archigetes là một loài bướm đêm trong họ Geometridae.